# Cisnes (Chile)
Cisnes es una comuna de la zona austral de Chile, perteneciente a la provincia de Aysén, en la Región de Aysén del General Carlos Ibáñez del Campo, en la Patagonia occidental. Su capital y ciudad más grande es Puerto Cisnes.

## Historia
La comuna de Cisnes fue creada el 25 de mayo de 1965, a través de la Ley 16254, dictada y promulgada por el presidente Eduardo Frei Montalva. Antes de eso, la máxima autoridad de la localidad era el subdelegado, dependiente administrativamente de la Agrupación Municipal de Aysén, siendo Héctor Valdés Abarzúa el subdelegado desde el año 1955 hasta la entrada en vigencia de la Ley 16254. El  primer alcalde de la comuna fue David Solís Medina, quien llevó a cabo la formación de este incipiente municipio junto con los regidores Armando Subiabre, Eugenia Pirzio-Biroli Marini, Guido Gómez Muñoz y Jorge Duamante, Además, el alcalde Solís designó a Fidel Vargas como secretario municipal y emplazó la institución en el edificio donde posteriormente se instalaría el Cuartel de Bomberos de Puerto Cisnes. 
En 1971 asumió Guido Gómez Muñoz como alcalde, y Eugenia Pirzio-Biroli, Erwin Altamirano, Armando Subiabre y Arturo Allanao como regidores, sin embargo, las funciones de estas nuevas autoridades comunales se vieron interrumpidas por el Golpe de Estado del 11 de septiembre de 1973. La Junta Militar designó a Eugenia Pirzio-Biroli como alcaldesa de Cisnes. Pirzio-Biroli sería la autoridad municipal más prolongada de la época, ya que estaría durante 16 años al mando de la comuna. 
Debido al constante poblamiento de algunos sectores de la extensa comuna, más la diversidad existente en las actividades comerciales y de la población, y la propia lejanía de la capital comunal con otras localidades, en 1979 nacieron dos nuevas comunas desprendidas del territorio en la zona norte: Lago Verde, hacia la cordillera, y Guaitecas, gobernando el archipiélago del mismo nombre. Sus respectivas municipalidades fueron inauguradas oficialmente el año 1981.

## Medio ambiente

### Geomorfología y componentes abióticos
La comuna de Cisnes se encuentra en el sector noroccidental de la región de Aysén, en un territorio que incluye gran cantidad de archipiélagos e islas, fiordos y canales, montañas andinas, etc, debido a que se halla emplazada en las unidades geomorfológicas de Cordillera patagónica de fiordos y ríos de control tectónico, Cordillera de la costa con tectónica de hundimiento y Llano central con tectónica de hundimiento; y presenta según la clasificación climática de Köppen clima de tundra (ET), clima templado lluvioso (Cfb) y clima templado lluvioso frío (Cfc). Esta además se halla entre las cuencas hidrográficas de Archipiélago de las Guaitecas y de los Chonos, Costeras e Islas entre el río Palena y río Aysén, Costeras entre el río Yelcho y el límite Regional, río Aysén y río Palena y Costeras del límite de la décima región.
Además, la comuna posee diversos cuerpos de agua, entre los que se destacan:
| - Lago Bonito - Laguna Canutillar - laguna Cristina - laguna Don Manuel - laguna El Colmillo - laguna Escondida - laguna Guacha - laguna Jockey - laguna La Gaviota - laguna Las Cruces - laguna Marchant - laguna Negra - laguna Rosada - laguna San Carlos - laguna Zancudo - río Rodríguez - lago Claro Solar - lago Copa - lago Melimoyu - Lago Negro - lago Presidente Roosevelt - lago Risopatrón - lago Rosselot - lago Tranquilo - lago Yunque - río Aldunate - río Aninhue - río Anita - río Azul - río Bahia Mala - río Bordali - río Cesar - río Cisnes - río Claro Solar - río Cobarde - río Colorado - río Correntoso - río Cuarto - río Cuevas o Walter - río del Medio | - río Derrumbe - río Dinamarca - río Dorotea - río El Diente o Valle Primero - río El Venado - río Eric - río Figueroa - río Guillermo - río Los Mallines - río Mackay - río Manuel - río Marta - río Matte - río Melimoyu - río Melimoyu Sur o Marchant - río Norte - río Olga - río Palena - río Pangal - río Picacho - río Pistola - río Playa Ancha o Cobarde - río Presidente Roosevelt - río Queulat - río Quinto - río Rauco - río Remolcoy - río Risopatrón - río Rodríguez - río Rosselot - río Santa Elena - río Sur o María - río Tronador - río Turbio - río Uspallante - río Vaca - río Ventisquero - río Ventisqueros - río Víctor - río Yerbas Buenas. |

### Componentes bióticos
Dentro del territorio de la comuna se pueden hallar los siguientes ecosistemas:
- Bosque caducifolio templado andino donde predominan Nothofagus pumilio y Berberis ilicifolia (Preocupación menor)
- Bosque caducifolio templado andino donde predominan Nothofagus pumilio y Ribes cucullatum (Preocupación menor)
- Bosque resinoso templado costero donde predominan Pilgerodendron uvifera y Astelia pumila (Preocupación menor)
- Bosque siempreverde templado andino donde predominan Nothofagus betuloides y Laureliopsis philippiana (Vulnerable)
- Bosque siempreverde templado andino donde predominan Nothofagus betuloides y Chusquea macrostachya (Vulnerable)
- Bosque siempreverde templado interior donde predominan Nothofagus betuloides y Desfontainia spinosa (Preocupación menor)
- Bosque siempreverde templado interior donde predominan Nothofagus nitida y Podocarpus nubigenus (Preocupación menor)
- Herbazal templado andino donde predominan Nassauvia dentata y Senecio portalesianus (Preocupación menor)
- Matorral caducifolio templado andino donde predomina Nothofagus antarctica (Preocupación menor)
- Matorral siempreverde templado costero donde predominan Pilgerodendron uvifera y Nothofagus nitida (Preocupación menor)
- Zonas geográficas hinóspitas sin vegetación (Sin información)

### Medidas de protección ambiental y conflictos socioambientales
Hasta 2022, la comuna de Cisnes cuenta con las siguientes zonas que cuentan con algún nivel de protección ambiental:
- Área Marina Costera Protegida Pitipalena-Añihue (Área Marina Costera Protegida)[11]
- Bahía Mala (Bien Nacional Protegido)[12]
- Bahía Tic-Toc (Sitios Ley 19.300)[13]
- Islas Oceánicas Guamblin - Ipun (Sitios Ley 19.300)[14]
- Lago Copa (Bien Nacional Protegido)[15]
- Melimoyu - Patagonia Sur (Iniciativa de Conservación Privada)[16]
- Palena Costa (Bien Nacional Protegido)[17]
- Parque nacional Corcovado (Parque Nacional)[18]
- Parque nacional Isla Guamblin (Parque Nacional)[19]
- Parque Nacional Isla Magdalena (Parque Nacional)[20]
- Parque nacional Melimoyu (Parque Nacional)
- Parque nacional Queulat (Parque Nacional)
- Piti Palena (Sitios ERB)[21]
- Punta de Vitts (Iniciativa de Conservación Privada)[22]
- Reserva forestal Las Guaitecas (Reserva Forestal)[23]
- Reserva nacional Lago Rosselot (Reserva Nacional)

## Demografía
Según el censo nacional de 2017 su población era de 6517 habitantes, de ellos 3922 hombres y 2595 mujeres.

### Localidades

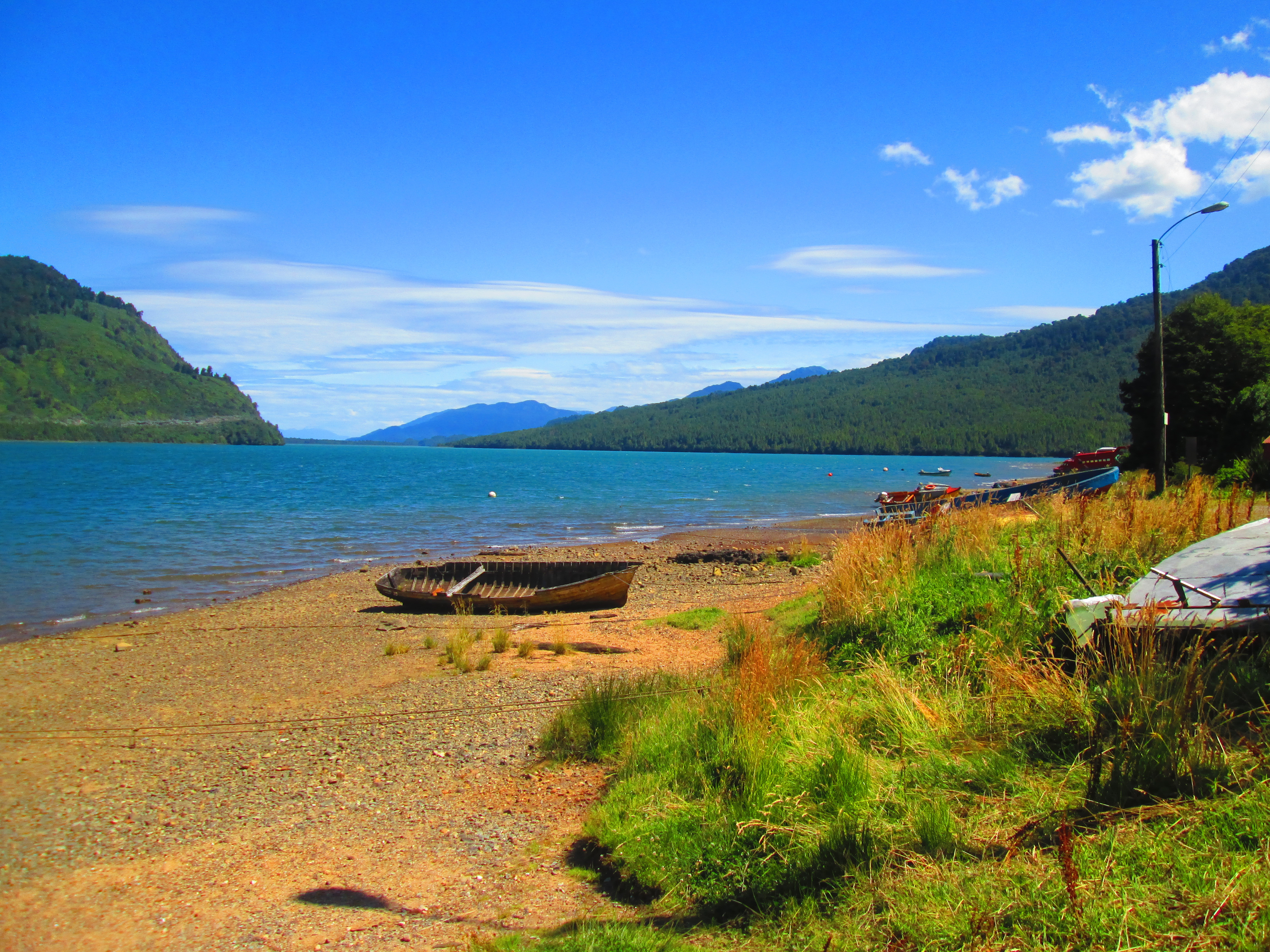
Fiordo Puyuhuapi.

Entre las islas la mayor es la isla Magdalena, ubicada frente a su capital y ciudad más grande, Puerto Cisnes. La comuna está atravesada por el canal Moraleda. Destacan también la cuenca del río Palena que caracteriza la zona de la localidad de La Junta, la localidad de Puyuhuapi a orillas del canal del mismo nombre y el seno Ventisquero, y el Parque nacional Queulat con su reconocido ventisquero colgante. Es notorio el cerro Melimoyu (2 400 m) que le da su nombre al parque nacional que lo contiene, próximo a Raúl Marín Balmaceda, caleta de pescadores de la costa norte de la comuna.
En la comuna de Cisnes existen distintas localidades, caletas, villas y pueblos, entre las cuales se cuentan:
| N.º | Nombre                          | Tipo de localidad | Población | N.º de viviendas |
| --- | ------------------------------- | ----------------- | --------- | ---------------- |
| 1.º | Puerto Cisnes                   | Pueblo/ciudad     | 5000      | 716              |
| 2.º | La Junta                        | Aldea             | 914       | 383              |
| 3.º | Puerto Puyuhuapi                | Aldea             | 535       | 177              |
| 4.º | Puerto Raúl Marín Balmaceda     | Caserío           | 284       | 148              |
| 5.º | Puerto Gaviota (Isla Magdalena) | Caserío           | 117       | 80               |
| 6.º | Puerto Gala                     | Caserío           | 67        | 26               |
| 7.º | Melimoyu                        | Caserío           | 57        | 36               |

## Administración
En las elecciones municipales de 1992 se obtiene como resultado un gobierno local dividido en dos periodos, teniendo dos alcaldes. Los dos primeros años le correspondieron a Benjamín Ortuzar Aguirre (1992-1994), y los años siguientes a la exalcaldesa Eugenia Pirzio-Biroli. Sin embargo, por motivos de salud de ésta se debió votar entre los concejales presentes y finalmente asumió el cargo Yuri Arre Krause. En esta época, el Concejo Municipal estuvo compuesto por Hugo Altamirano A., Guido Gómez Muñoz, Eugenia Pirzio-Biroli, Benjamín Ortuzar A. y Dagoberto Riffo Díaz.
Las siguientes elecciones municipales de 1996 proclamaron como alcalde a Yuri Arre, quien junto con los concejales elegidos en esa oportunidad, Hugo Altamirano, Dagoberto Riffo, Armando Antiñanco Alvarado, Luis Carrasco Medina y Secundino Díaz B., estuvo en el cargo hasta el año 2000. Ese mismo año, Yuri Arre fue reelegido como alcalde, mientras que el Concejo Municipal lo integraron Carlos Vargas Duamante, Ladislao Valdés A., Armando Antiñanco, Luis Carrasco y Hugo Altamirano. 
En la elección del año 2004, primera elección en la cual se dividieron los votos para alcaldes y para concejales. Luis Valdés Gutiérrez Asumió como alcalde, los concejales que acompañaron al jefe comunal fueron: Yuri Arre, Armando Antiñanco, Alfonso Rain, Alejandro Hechenleitner, Silvia Urrutia y Ladislao Valdés A. En el año 2008 fue reelegido Luis Valdés, al igual que en 2012. 
La Municipalidad de Cisnes fue dirigida en el periodo 2016-2020 por el alcalde Francisco Roncagliolo (RN). El Concejo Municipal estuvo integrado por los concejales Luis Fica Canicura, Larry Letcher Mercier, Luis Pérez Cárdenas, Rocío Ortega Rosas, Almendra Silva Millalonco y Gloria Cadagan Opazo.
En el periodo 2021-2024, fue reelegido el alcalde Francisco Roncagliolo Lepio, conformándose el Concejo Municipal por los ediles Larry Letcher Mercier, Ximena Arévalo Soto, Carlos Valdés Antiñanco, Cristian Jaramillo Pineda, Almendra Silva Millalonco y Francisco Abarca Arap. 

### Representación parlamentaria
Cisnes integra junto con las comunas de Aysén, Coyhaique, Guaitecas, Río Ibáñez, Chile Chico, Lago Verde, O'Higgins, Cochrane, y Tortel el distrito electoral N.° 27 y pertenece a la XIV Circunscripción Senatorial (Aysén). Es representada en el Senado para el periodo 2018-2026 por Ximena Órdenes (PPD) y [David Sandoval (UDI). A su vez, es representada en la Cámara de Diputados para el periodo 2018-2022 por René Alinco Bustos (Ind-PPD), Miguel Ángel Calisto Águila (PDC) y Aracely Leuquén Uribe (RN).

## Economía
En 2018, la cantidad de empresas registradas en Cisnes fue de 98. El Índice de Complejidad Económica (ECI) en el mismo año fue de −0,52, mientras que las actividades económicas con mayor índice de Ventaja Comparativa Revelada (RCA) fueron Alquiler de Transporte por Vía Acuática (627,48), Servicios de Acuicultura, excepto Servicios Profesionales y Extracción (306,2) y Transporte de Pasajeros por Vías de Navegación Interiores (112,4).